# 沃洛韦茨

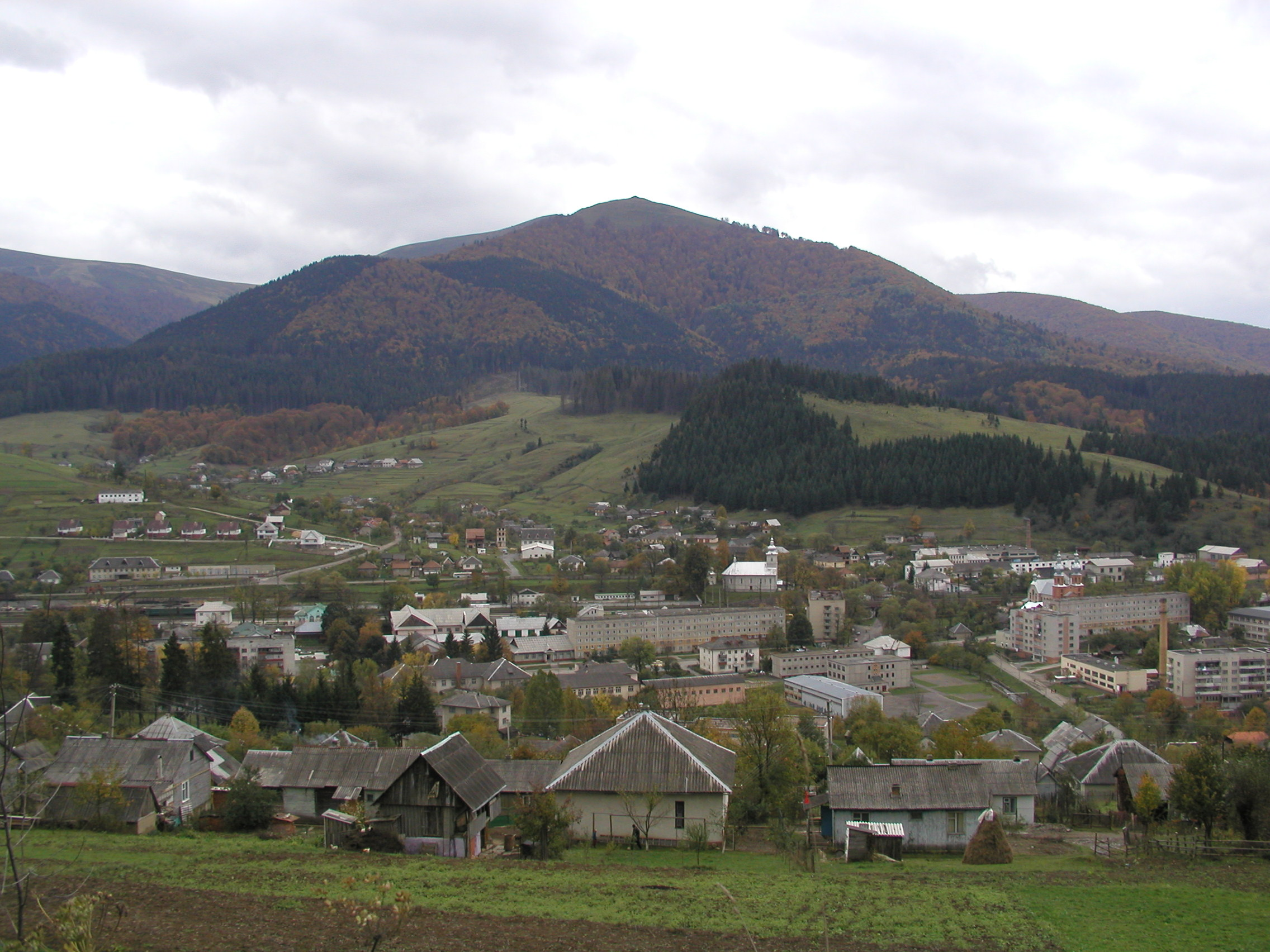

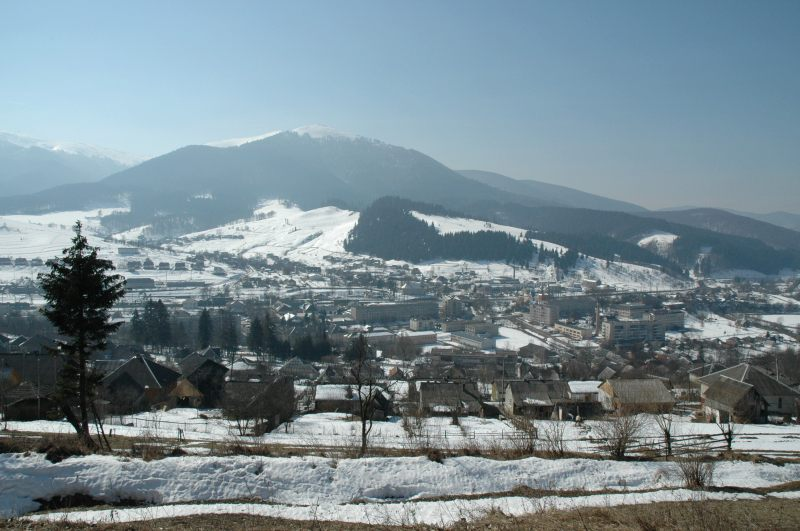

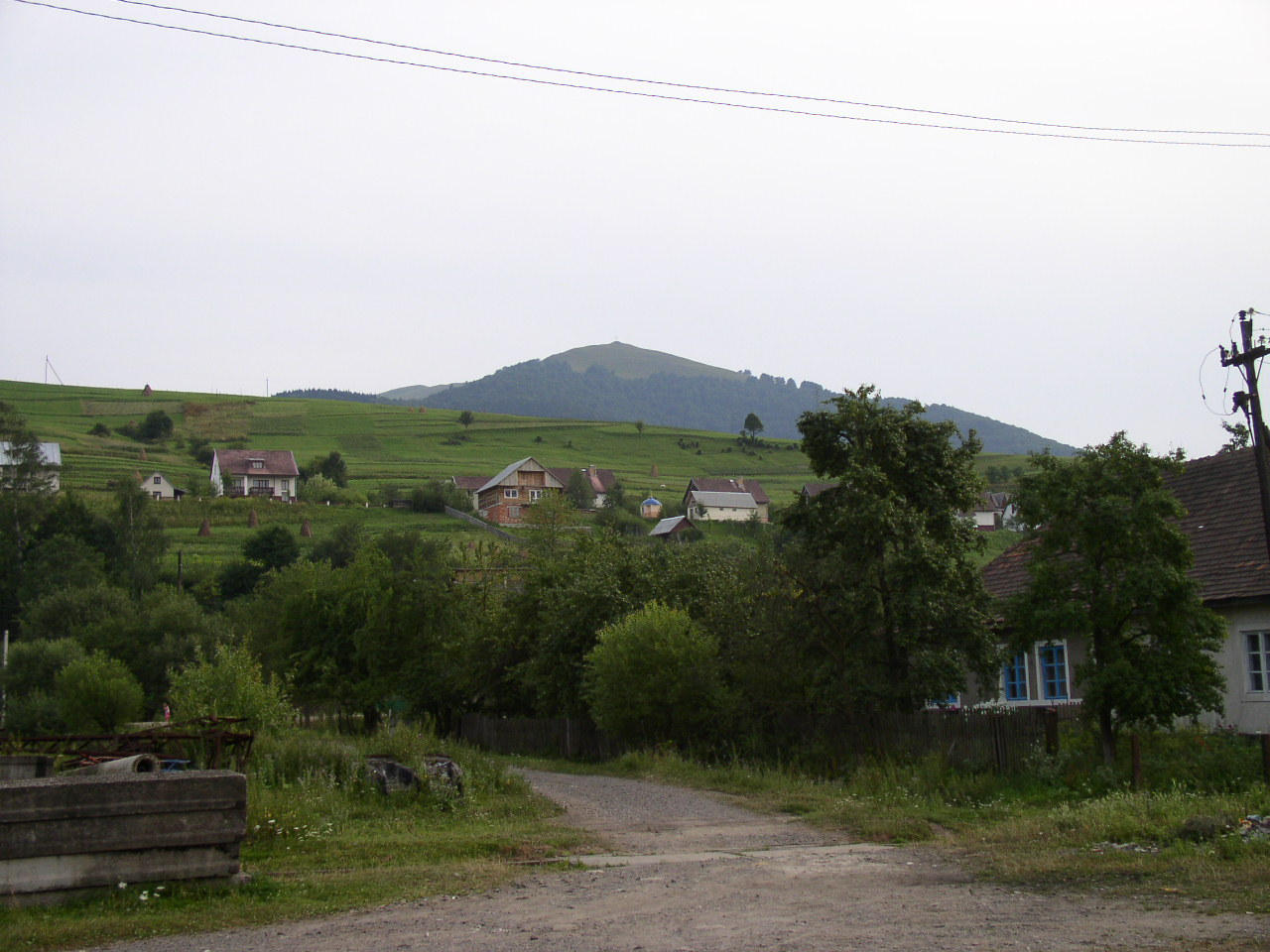

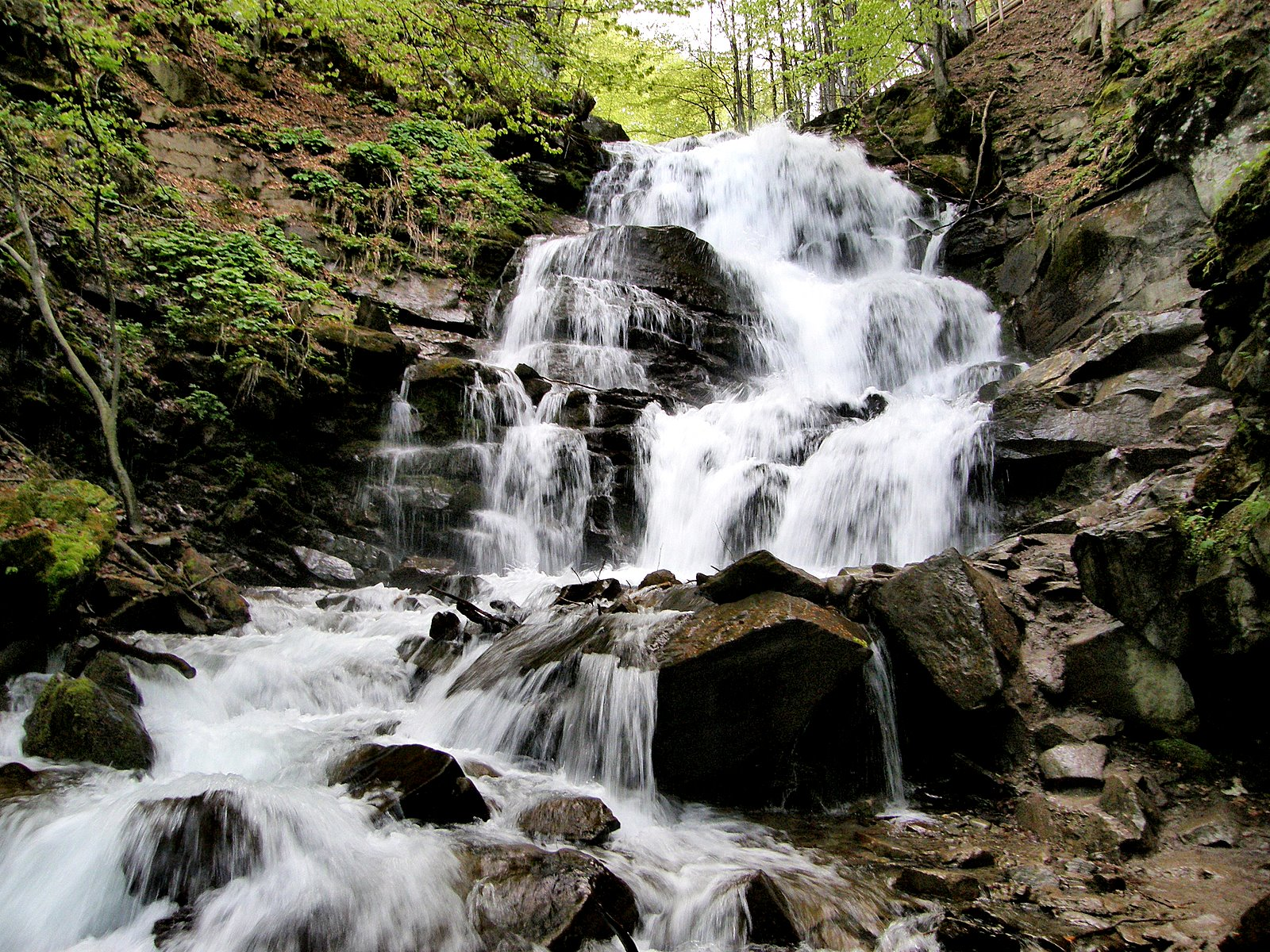

沃洛韦茨（烏克蘭語：Воловець），是烏克蘭西部外喀爾巴阡州穆卡切沃區沃洛韦茨市镇内的市級鎮及其行政中心。始建於1433年，面積6.67平方公里，海拔高度492米，2015年人口7,104，人口密度每平方公里765.2人。